# Oleandomicina
L'oleandomicina è un antibiotico ad ampio spettro che si ottiene dalle colture di streptomyces antibioticus.

## Composizione chimica
La sua molecola è composta da due zuccheri, il L-oleandrosio e la desoammina, combinati con un nucleo lattonico, detto oleandolide. La sua struttura è quindi molto simile a quella dell'eritromicina.

## Potenzialità ed utilizzo
L'oleandomicina è attiva soprattutto su stafilococchi e streptococchi. Può esercitare effetti batterostatici o battericidi a seconda della sua concentrazione. Insieme ad essa si utilizza però un suo derivato, il triacetil-derivato (TAO), più attivo (soprattutto nei confronti dei corinebatteri), meglio assorbito dopo la somministrazione orale ma in grado anche di dare alterazioni della funzionalità epatica ed ittero.